# Health Management Associates
La Health Management Associates Inc. è stata una società con sede in Arkansas coinvolta in uno scandalo relativo alla raccolta di plasma infetto durante gli anni ottanta. È stata fondata nel 1972 dal pediatra Francis "Bud" Henderson di Pine Bluff, Arkansas con il nome di Health Education Consultants per poi cambiare nome con l'ingresso nel settore del commercio di plasma.

## Caso degli emoderivati infetti in Canada
Lo scandalo della HMA fa riferimento alla vendita di plasma contaminato dai virus delle epatiti virali (HBV e HCV) e da HIV alle banche del sangue canadesi.
Nel 1978 l'azienda venne incaricata da parte dello stato dell'Arkansas di fornire assistenza sanitaria ai prigionieri dello stato e di gestire il programma di donazione del plasma da parte degli stessi. Questo accordo permetteva all'HMA di raccogliere plasma che poi rivendeva per cinquanta dollari per ogni unità mentre i detenuti ricevevano in cambio sette dollari. La HMA, oltre a raccogliere plasma nelle carceri dell'Arkansas, lo acquistava anche dai penitenziari della Louisiana.
Il programma presentava numerose criticità: i donatori non venivano adeguatamente controllati dal punto di vista sanitario per la ricerca di infezioni o comportamenti a rischio (utilizzo di stupefacenti endovena e rapporti omosessuali) ed è stato scoperto dalle successive investigazioni che alcuni di loro non ricevevano in cambio della donazione del denaro bensì delle dosi di stupefacenti. Inoltre, è emerso che un detenuto impiegato all'interno del centro di plasmaferesi della prigione concedeva in cambio di denaro il "diritto di donare" a detenuti che altrimenti sarebbero stati esclusi perché probabilmente infetti dal virus dell'epatite B.
Nel penitenziario "Cummins" vicino a Grady, la Food and Drug Administration (FDA) ha scoperto che anche in seguito alla disponibilità dei test per rilevare l'HIV e l'HCV, questi test non venivano sempre effettuati e che un laboratorio per la ricerca dei virus epatitici era rimasto fuori uso per due mesi. Inoltre, è emerso che gli aghi utilizzati per i prelievi venivano riutilizzati per più donazioni, determinando il contagio di molti detenuti.
In seguito all'allarme lanciato nel dicembre 1982 da parte della Food and Drug Administration relativo al fatto che i detenuti erano maggiormente esposti al rischio di essere infetti dall'HIV, molte aziende farmaceutiche cessarono di acquistare plasma prelevato nelle prigioni. La HMA si accordò allora con la Continental Pharma Cryosan Ltd. di Montréal per vendere il plasma in Europa, Giappone e anche in Canada, ai Connaught Laboratories di Toronto che producevano emoderivati (principalmente fattore VIII) necessari agli emofiliaci canadesi. Secondo la commissione Krever, i Connaught Laboratories ritennero impraticabile l'ispezione di ogni centro di plasmaferesi da cui si rifornivano e quindi decisero di affidarsi solamente alle relazioni della FDA che tuttavia non esaminarono.
Nel 1983, quando la FDA dispose il richiamo internazionale di plasma presumibilmente contaminato dal virus dell'epatite B, la Continental Pharma Cryosan venne a sapere che il plasma proveniva da detenuti, come anche stabilito dalla commissione Krever. La licenza della HMA venne revocata da parte della FDA nel 1984 ma l'azienda riuscì a riottenerla dopo pochi mesi, quando Leonard Dunn, amico del governatore Clinton, viene nominato presidente della società.
Nel 1985 vennero avviate due investigazioni sulle pratiche dell'HMA, una da parte del dipartimento penitenziario dell'Arkansas (affidata all'Institute for Law and Policy Planning di Berkeley) e una da parte della polizia statale, ordinata dal governatore Bill Clinton. La prima investigazione fece emergere numerose violazioni amministrative e sanitarie mentre dalla seconda emersero solamente isolati casi di gioco d'azzardo e l'investigazione venne velocemente terminata su richiesta di Clinton.
La HMA è stata in grado di mantenere la licenza dopo l'investigazione della polizia grazie agli sforzi di lobbying del presidente della società Leonard Dunn, banchiere di Pine Bluff amico intimo di Bill Clinton, che hanno portato all'istituzione di una carica di garanzia all'interno della HMA, assegnata al giudice Richard Mays nominato da Clinton con un contratto biennale da 25.000 dollari (mai materialmente trovato, per cui alcuni ritengono si sia trattata di una forma di corruzione). Tuttavia con la pubblicazione del rapporto indipendente dell'ILPP, la HMA perse in contratto e venne chiusa nel 1986.
Leonard Dunn era amico intimo sia di Bill Clinton che di Vincent Foster, ha presieduto la campagna per la rielezione di Clinton ed è stato nominato sempre da Clinton alla Commissione per lo sviluppo industriale dell'Arkansas. Foster si suicidò il 20 luglio 1993. I teorici della cospirazione hanno cercato di mettere in relazione la morte di Foster con gli scandali HMA e Whitewater, sostenendo che era stato assassinato per ciò di cui era a conoscenza.

### Commissione Krever
Il giudice canadese Horace Krever guidò nel 1993 una commissione reale di inchiesta nota come commissione Krever che portò alla luce lo schema di gestione del sangue proveniente dalle prigioni dell'Arkansas. L'obiettivo principale della commissione era quello di cercare di migliorare il sistema canadese di raccolta del sangue per evitare che in futuro si potessero ripresentare problematiche simili. Inoltre, il rapporto fa riferimento a problemi analoghi riscontrati nei sistemi di raccolta del sangue da detenuti in Florida, Louisiana e Mississippi, nonché evidenzia una preoccupazione sul sangue proveniente in generale da San Francisco.